# Massimo Moratti

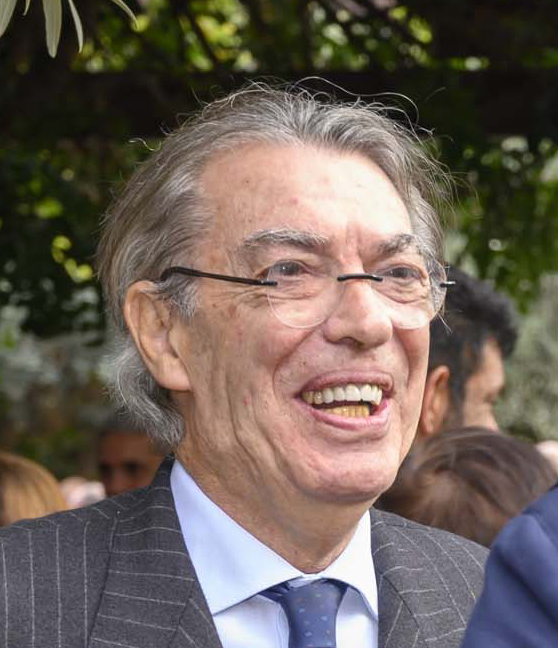
Massimo Moratti

Massimo Moratti, född 16 maj 1945, är en italiensk affärsman och var mellan åren  1995 och 2013 ägare och ordförande för fotbollsklubben Inter. Under Morattis tid i klubben har laget bland annat vunnit Serie A fem gånger, Coppa Italia tre gånger samt Champions League en gång. Han har legat bakom värvningar av flera stora spelare som till exempel Christian Vieri, Ronaldo, Maicon, Adriano, Hernán Crespo, Roberto Baggio, Zlatan Ibrahimović, Luís Figo, Patrick Vieira, Samuel Eto'o, Wesley Sneijder och Juan Sebastián Verón.